# (38628) Huya
(38628) Huya (Wayúu: [hu:ˈja:]) (frühere Bezeichnung 2000 EB173) ist ein großes transneptunisches Objekt, das bahndynamisch als Plutino eingestuft wird. Aufgrund seiner Größe ist der Asteroid ein Zwergplanetenkandidat. Huya hat einen natürlichen Begleiter mit der Bezeichnung (38628) Huya 1, der etwa die Hälfte des Durchmessers des Planetoiden aufweist. Da beide um den gemeinsamen Schwerpunkt kreisen, kann das System auch als Doppelasteroiden-System aufgefasst werden.

## Entdeckung
Huya wurde am 10. März 2000 von Ignacio Ramón Ferrín Vázquez mit dem 1,0-m-Schmidt-Teleskop am Llano del Hato-Observatorium (Venezuela) entdeckt. Die Entdeckung wurde am 3. Juni 2000 bekanntgegeben, der Planetoid erhielt die provisorische Bezeichnung 2000 EB173 und später von der IAU die Kleinplanetennummer 38628. Zum Zeitpunkt seiner Entdeckung war Huya das hellste TNO, das nach Pluto entdeckt wurde, weswegen seine Größe zunächst etwas höher eingeschätzt wurde.
Am 1. Mai 2003 wurde Huya nach der Regen-Gottheit Juyá des in Venezuela und Kolumbien lebenden indigenen Volkes Wayúu benannt. Dieser Gott lebt in den Himmelsbreitengraden jenseits der Sonne und wird auch mit dem Winter assoziiert.
Nach seiner Entdeckung ließ sich Huya auf Fotos bis zum 9. April 1996, die im Rahmen des Digitized-Sky-Survey-Programmes am Palomar-Observatorium (Kalifornien) gemacht wurden, zurückgehend identifizieren und so seinen Beobachtungszeitraum um vier Jahre verlängern, um so seine Umlaufbahn genauer zu berechnen. Im April 2017 lagen insgesamt 302 Beobachtungen über einen Zeitraum von 21 Jahren vor. Die bisher letzte Beobachtung wurde im Juli 2018 am ATLAS-MLO-Teleskop (Hawaii) durchgeführt. (Stand 1. März 2019)

## Eigenschaften

Animierter Orbit von Huya (blau) im Vergleich zu dem von Neptun und den anderen Riesenplaneten (rot).

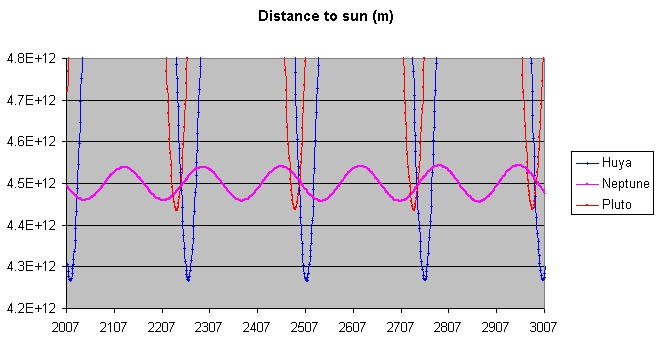
Grafik bezüglich der Sonnendistanz für Neptun, Pluto und Huya über einen Zeitraum von 1000 Jahren.

### Umlaufbahn
Huya umkreist die Sonne in 251,42 Jahren auf einer elliptischen Umlaufbahn zwischen 28,54 AE und 51,13 AE Abstand zu deren Zentrum. Die Bahnexzentrizität beträgt 0,283, die Bahn ist 15,47° gegenüber der Ekliptik geneigt. Derzeit ist der Planetoid 28,65 AE von der Sonne entfernt, es handelt sich also um ein neptunbahnkreuzendes Objekt. Das Perihel durchlief er das letzte Mal 2015, der nächste Periheldurchlauf dürfte also im Jahre 2266 erfolgen. Die Opposition erreicht Huya jedes Jahr im Mai, was sich aufgrund seiner langsamen Bewegung am Nachthimmel auch nur langsam ändert.
Ähnlich wie Pluto gehört Huya in die Gruppe der Planetoiden, die die Umlaufbahn von Neptun kreuzen, der Sonne also näher als dieser kommen, auch wenn sie aufgrund der 2:3–Bahnresonanz von Neptun kontrolliert werden. Huya wird im Juli 2029 die Neptunbahn nach außen hin überschreiten. Eine Simulation des Deep Ecliptic Survey über 10 Millionen Jahre ergab, dass Huya sich der Sonne auf minimal 27,28 AE im Perihel annähern kann. Die Plutinos 1996 TP66 und 2004 EW95 kommen der Sonne in diesem Zeitraum sogar noch näher.
Marc Buie (DES) klassifiziert den Planetoiden als Plutino, während das Minor Planet Center ihn zunächst ebenfalls als Plutino und mittlerweile nur noch als Nicht-SDO und allgemein auch als «Distant Object» einordnet.

### Größe und Rotation
Das Spitzer-Weltraumteleskop schätzte den Durchmesser von Huya auf etwa 533 km, basierend auf einem für TNO typisch niedrigen Rückstrahlvermögen von 5 % und einer absoluten Helligkeit von 5,23 m. Durch spätere Untersuchungen mit dem Herschel-Weltraumteleskop wurde der Durchmesser dagegen auf 458 km bestimmt; durch die Entdeckung des vergleichsweise großen Mondes bedingt handelt es sich hierbei jedoch um einen Gesamtsystemdurchmesser, was der individuelle Durchmesser von Huya auf 406 km verkleinerte. Ausgehend von einem Durchmesser von 406 km ergibt sich eine Gesamtoberfläche von etwa 518.000 km2. Die scheinbare Helligkeit von Huya beträgt 19,58 m die mittlere Oberflächentemperatur wird anhand der Sonnenentfernung auf 44 K (−229 °C) geschätzt.
Da anzunehmen ist, dass sich Huya aufgrund seiner Größe im hydrostatischen Gleichgewicht befindet und somit weitgehend rund sein muss, sollte er die Kriterien für eine Einstufung als Zwergplanet erfüllen. Mike Brown geht davon aus, dass es sich bei Huya um möglicherweise einen Zwergplaneten handelt. Gonzalo Tancredi schätzte Huya 2010 als nahezu sicheren Zwergplaneten ein.
Anhand von Lichtkurvenbeobachtungen 2009 rotiert Huya in 5 Stunden und 16,8 Minuten einmal um seine Achse. Daraus ergibt sich, dass er in einem Huya-Jahr 417411,5 Eigendrehungen („Tage“) vollführt. Dies ist allerdings noch mit einigen Unsicherheiten behaftet, da die damalige Beobachtungszeit nicht ausreichte und die Fehlerquote bei ungefähr 30 % liegt.
| Jahr                                         | Abmessungen km                    | Quelle              |
| -------------------------------------------- | --------------------------------- | ------------------- |
| 2003                                         | <540,0 (System)                   | Altenhoff u. a.     |
| 2005                                         | <548,0 (System)                   | Grundy u. a.        |
| 2005                                         | 480,0 ± 50,0 (System)             | Stansberry u. a.    |
| 2007                                         | 500,0 +075,0 −069,0 (System)      | Cruikshank u. a.    |
| 2008                                         | 500,0                             | Tancredi            |
| 2008                                         | 532,6 +025,1 −024,4 (System)      | Stansberry u. a.    |
| 2010                                         | 533,0                             | Tancredi            |
| 2012                                         | 438,7 +026,5−025,2 (System)       | Mommert u. a.       |
| 2012                                         | 384,0 +098,0−134,0 (System)       | Sekiguchi u. a.     |
| 2013                                         | 458,0 ± 9,2 (System) 406,0 ± 16,0 | Fornasier u. a.     |
| 2015                                         | 410,70                            | LightCurve DataBase |
| 2017                                         | 458,0 +022,0 −021,0 (System)      | Lellouch u. a.      |
| 2018                                         | 466,0                             | Brown               |
| Die präziseste Bestimmung ist fett markiert. |                                   |                     |

### Oberfläche
Spektrale Lichtkurvenanalysen zeigten nur kleine Abweichungen, was auf eine runde Form mit keinen Albedoflecken hinweist. Der Planetoid weist im sichtbaren Licht und im Nahen Infraroten einen moderat rotes Spektrum auf, was auf die Existenz von kohlenstoffreichem Material wie Tholinen auf der Oberfläche hinweist. Es gibt eine breite Absorptionsbandenmerkmal um 2 μm, das möglicherweise zu Wassereis oder durch Wasser verändertes Material gehört. Zusätzliche Absorptionsmerkmale sind möglicherweise bei 0,6 bis 0,8 μm vorhanden, die durch Wasser veränderte unwässrige Silikate verursacht sein könnten.

## Mond
Im Mai 2012 gab ein Team um Keith Noll die Entdeckung des Mondes (38628) Huya 1 mit etwa 213 km Durchmesser bekannt, der auf Aufnahmen des Hubble-Weltraumteleskop vom Juni/Juli des gleichen Jahres entdeckt wurde. Er umkreist das gemeinsame Baryzentrum mit Huya in 3,2 Tagen in einem mittleren Abstand von 1740 ± 80 km; ein Umlauf des Mondes dauert also 14,55 Huya-Tage. Bisher wurde noch keine Massebestimmung durchgeführt.
| Name                    | Durchmesser (km) | Relativgröße (%) | Masse (kg) | Große Halbachse (km) | Umlaufzeit (d) | Exzentrizität | Inklination | Datum Entdeckung |
| ----------------------- | ---------------- | ---------------- | ---------- | -------------------- | -------------- | ------------- | ----------- | ---------------- |
| (38628) Huya 1 (Huya I) | 213,0            | 52,46            | ?          | 1740                 | 3,2            | ?             | ?           | 6. Mai 2012      |